# Skum brokvecklare
Skum brokvecklare (Phiaris obsoletana) är en fjärilsart som först beskrevs av Zetterstedt 1839.  Skum brokvecklare ingår i släktet Phiaris, och familjen vecklare. Arten är reproducerande i Sverige.